# Take Me Back to Eden
Take Me Back to Eden é o terceiro álbum de estúdio da banda inglesa de rock anônima Sleep Token. Produzido pelo líder da banda, Vessel, foi lançado em 19 de maio de 2023 pela Spinefarm Records. O álbum serve como a parte final de uma trilogia, que também inclui o primeiro e segundo álbum do grupo, Sundowning e This Place Will Become Your Tomb.
Seis músicas de Take Me Back to Eden foram lançadas como singles: "Chokehold", "The Summoning", "Granite", "Aqua Regia", "Vore" e "DYWTYLM".
Embora o álbum tenha recebido críticas mistas a positivas dos críticos, estreou em 3º lugar no UK Albums Chart e no top 20 dos Estados Unidos.

## Antecedentes
Sleep Token lançou as duas primeiras músicas de seu terceiro álbum ainda sem título, "Chokehold" e "The Summoning", em 5 e 6 de janeiro de 2023, respectivamente. Estas foram seguidas por "Granite" e "Aqua Regia" em 19 e 20 de janeiro, respectivamente. A sequência de lançamentos levou a um rápido aumento de popularidade para a banda, que passou de ter supostamente "menos de 300.000 ouvintes mensais no Spotify no início de janeiro" para ter mais de 1,58 milhão no final do mês. "The Summoning", em particular, tornou-se uma das músicas mais populares da Sleep Token até o momento, alcançando o primeiro lugar no chart Spotify Top 50 Viral Songs, além de receber mais de 1 milhão de visualizações no YouTube em duas semanas. Foi também a primeira música da banda a figurar nas paradas oficiais do Reino Unido e dos EUA, atingindo o 14º lugar no UK Rock & Metal Singles Chart, o 26º lugar no Billboard Hot Rock & Alternative Songs Chart, e o 2º lugar no Billboard Hard Rock Digital Song Sales Chart.
Take Me Back to Eden foi oficialmente anunciado em 16 de fevereiro de 2023, juntamente com o lançamento do quinto single "Vore". O álbum foi descrito em seu anúncio como "Parte 3 de uma trilogia, um espetacular encerramento de capítulo na contínua saga da Sleep Token, uma saga que começou com o álbum de estreia Sundowning". "DYWTYLM" foi lançada como a sexta faixa pré-lançamento do álbum em 23 de abril de 2023.

## Composição
O álbum combina elementos de vários gêneros, incluindo funk, black metal, eletrônico, pop, R&B,metal progressivo, djent, metalcore, e blues.

## Crítica
As críticas para o álbum foram polarizadas. No Metacritic, que atribui uma pontuação normalizada de 100 às análises de publicações profissionais, o álbum recebeu uma pontuação média de 60, com base em sete avaliações, indicando "críticas mistas ou médias".
Em uma resenha de cinco estrelas da NME, descreveu o álbum como "um monólito ambicioso e emocional, com todas as características de um futuro clássico", elogiando sua "imprevisibilidade" e adoção de vários estilos musicais. Em uma resenha de quatro estrelas da Metal Hammer, descreveu Take Me Back to Eden como "um álbum que não apenas expande o universo da banda e continua a desafiar os limites do metal, mas também reflete sobre o que significa ser humano", propondo que seja "o esforço mais forte da Sleep Token até agora".
A recista Clash, afirmou que, embora "alguns momentos sejam impressionantes", "Take Me Back to Eden" é "um álbum prejudicado por indulgência excessiva", sugerindo que o álbum apresenta muitas músicas que "se estendem mais do que precisam". Da mesma forma, o The Line of Best Fit, reclamou que Take Me Back to Eden "tende a se arrastar com fórmulas comuns", concluindo sua resenha com uma nota 6/10 e sugerindo que "pode não ser revolucionário em sua música ou pantomima, com alguns erros evidentes".
A AllMusic comparou os coros pop da banda ao Imagine Dragons e afirmou que "o som excessivamente polido da Sleep Token começa a parecer mais forçado do que agradável".

## Lista de faixas
Todas as faixas escritas e compostas por Vessel e II. 
| Lista de faixas de Take Me Back to Eden |                        |         |  |
| N.º                                     | Título                 | Duração |  |
| 1.                                      | "Chokehold"            | 5:04    |  |
| 2.                                      | "The Summoning"        | 6:35    |  |
| 3.                                      | "Granite"              | 3:45    |  |
| 4.                                      | "Aqua Regia"           | 3:56    |  |
| 5.                                      | "Vore"                 | 5:39    |  |
| 6.                                      | "Ascensionism"         | 7:08    |  |
| 7.                                      | "Are You Really Okay?" | 5:06    |  |
| 8.                                      | "The Apparition"       | 4:28    |  |
| 9.                                      | "DYWTYLM"              | 4:00    |  |
| 10.                                     | "Rain"                 | 4:12    |  |
| 11.                                     | "Take Me Back to Eden" | 8:20    |  |
| 12.                                     | "Euclid"               | 5:13    |  |
| Duração total:                          | Duração total:         | 63:26   |  |

## Créditos
- Vessel – vocais, guitarra, baixo, teclados, sintetizadores, produção

- II – bateria
- Carl Bown – produção, engenharia
- Ste Kerry – masterização